# Ministeri d'Infraestructures i Medi Ambient dels Països Baixos
Ministeri d'Infraestructures i Medi Ambient dels Països Baixos (neerlandès: Ministerie van Infrastructuur en Milieu) responsable del Transport, Aviació, Habitatge, Obres Públiques, Ordenació del territori, gestió de la terra, la silvicultura, l'aigua i el medi ambient. El Ministeri va ser creat el 2010 després de la fusió de l'antic Ministeri de Transport, Obres i Gestió Pública de l'Aigua i el Ministeri d'Habitatge, Ordenació Territorial i Medi Ambient. El Ministeri està encapçalat pel Ministre d'Infraestructura i Medi Ambient, actualment Melanie Schultz van Haegen.

## Organismes de suport
- Direcció General de Mobilitat i Transports (DGB)
- Direcció General de Desenvolupament Espacial i Aigua (DGRW)
- Direcció General de Medi Ambient i Assumptes Internacionals (DGMI)
- Direcció General d'Obres Públiques i Gestió de l'Aigua (Rijkswaterstaat)
- Medi Humà i Inspecció del Transport (ILT)
- Agència Neerlandesa d'Avaluació Ambiental (PBL)
- Reial Institut Meteorològic Neerlandès (KNMI)
- Coneixement, Innovació i Estratègia

| Ministre d'Infraestructures i Medi Ambient | Ministre d'Infraestructures i Medi Ambient | Ministre d'Infraestructures i Medi Ambient | Data del càrrec        | Partit                                          | Primer Ministre (Govern)                               |
| ------------------------------------------ | ------------------------------------------ | ------------------------------------------ | ---------------------- | ----------------------------------------------- | ------------------------------------------------------ |
|                                            | Melanie Schultz van Haegen                 | Melanie Schultz van Haegen (1970)          | 14 d'octubre de 2010 – | Partit Popular per la Llibertat i la Democràcia | Mark Rutte (Primer govern Rutte • Segon govern Rutte ) |